# De Fructibus et Seminibus Plantarum

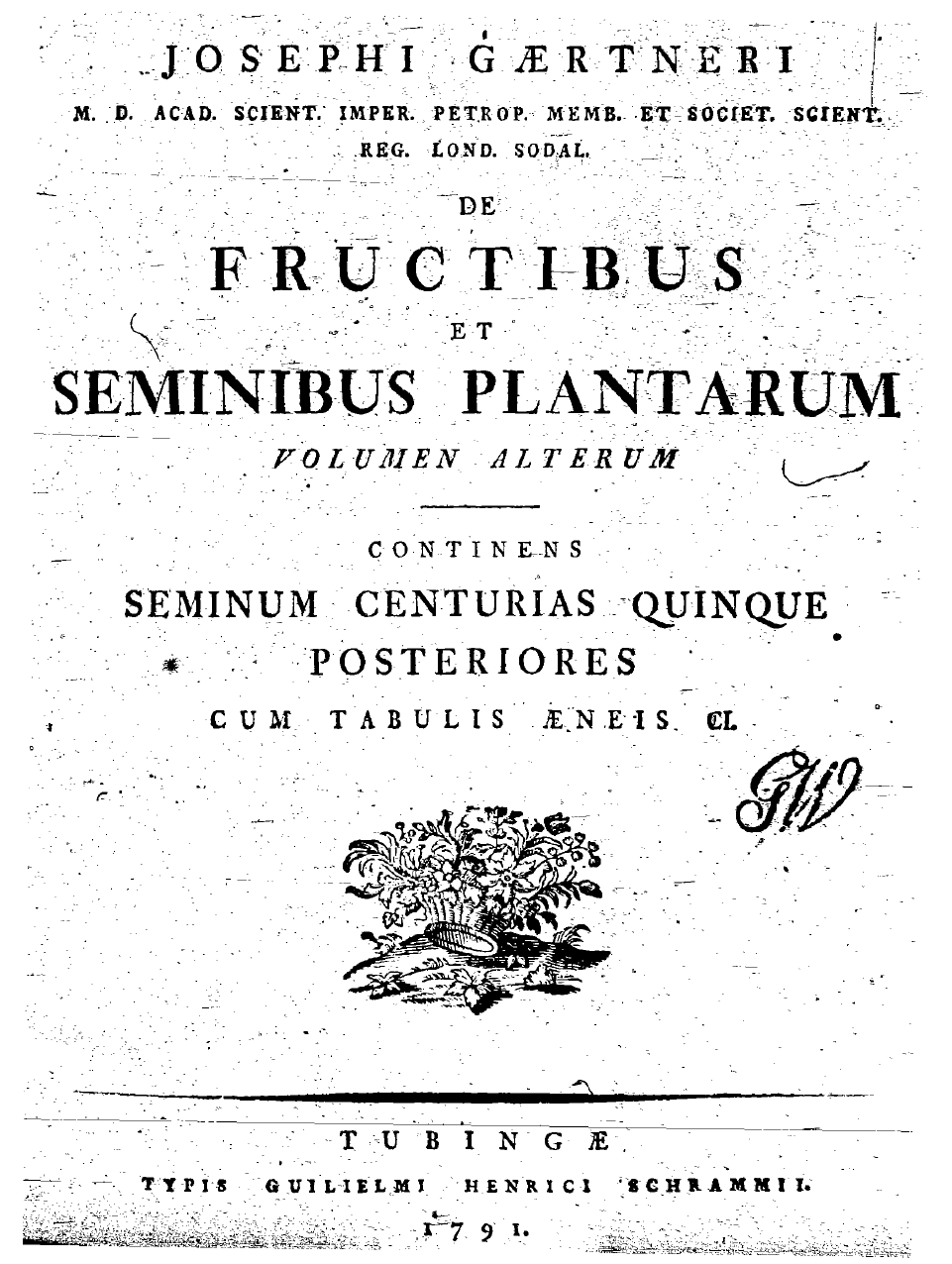
De Fructibus et Seminibus Plantarum

De Fructibus et Seminibus Plantarum, också känd under standardförkortningen Fruct. Sem. Pl., är ett trebandsarbete inom botaniken  av Joseph Gaertner. 
Den första volymen publicerades i december 1788. Den andra utkom i fyra delar, 1790, 1791, 1791 och 1792. Den tredje volymen offentliggjordes efter Gaertners död av hans son Carl Friedrich von Gaertner från 1805 till 1807; detta avslutande band är också känt under namnet 'Supplementum Carpologicae', förkortat Suppl. Carp..
De Fructibus byggde på exempar av över tusen genera, däribland australiska och pacifiska specimen från sir Joseph Banks samling och sydafrikanska specimen från Carl Peter Thunbergs samling. Det var huvudsakligen en studie av frukter och frön, men klassifikationen var helt enastående för sin tid.